# Ganzenvoetkokermot
De ganzenvoetkokermot (Coleophora sternipennella) is een vlinder uit de familie kokermotten (Coleophoridae). De wetenschappelijke naam is voor het eerst geldig gepubliceerd in 1839 door Zetterstedt.
De soort komt voor in Europa.